# Presses universitaires de France
« PUF » redirige ici. Pour les autres significations, voir PUF (homonymie).
Les Presses universitaires de France (PUF) sont une maison d'édition fondée en 1921 par un collège de professeurs. L'entreprise est spécialisée dans la publication de revues scientifiques et de manuels universitaires. En 2016, la société fusionne avec les éditions Belin au sein de l'entité Humensis.

## Historique
Le 17 décembre 1921 est créée une société coopérative, les Presses universitaires de France (PUF) par cinq professeurs, à savoir Pierre-Marcel Lévi dit Pierre-Marcel, Edmond Schneider, Maurice Caullery, Charles Marie, Ferdinand Gros et Xavier Léon. Les deux premiers membres sont nommés directeurs. Le plus gros actionnaire est la Banque des coopératives.
En février 1922, une librairie est ouverte au 49 boulevard Saint-Michel à Paris ; en juillet, sort le premier livre de la marque PUF.
Entre 1926 et 1928, les PUF entrent au capital de Leroux et de Rieder, puis rachètent l'imprimerie de François Launay à Vendôme.

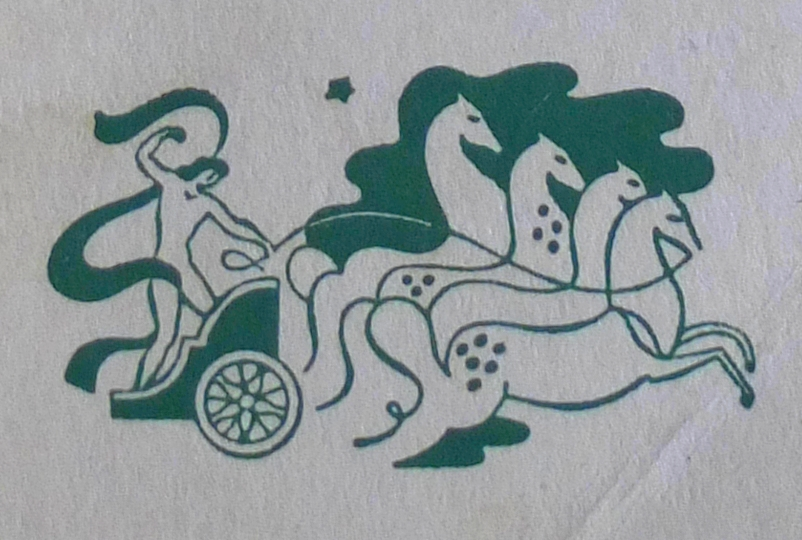
Le Quadrige, logo apparu en 1939.

Entre 1934 et décembre 1939, sous l'impulsion de Paul Angoulvent et à la suite de la faillite du principal actionnaire, la Banque des coopératives, et plus précisément le 28 septembre 1934, les PUF fusionnent avec trois éditeurs : Félix Alcan associé à son neveu René Lisbonne (principalement spécialiste de philosophie), Leroux (éditeur d'histoire) et Rieder (littérature générale). Ces quatre entités sont à l'origine du logo « Quadrige » qu'arborent les publications des PUF à partir de cette époque. Ce logo sera aussi l'origine du nom de la collection de philosophie « Quadrige » à partir de 1981.
Paul Angoulvent exerce la présidence de la nouvelle maison d'édition jusqu'à la mise en place, en 1968, d'un directoire et d'un conseil de surveillance dont il prend la présidence. Son fils Pierre lui succède comme président du directoire, fonction qu'il exerce jusqu'en 1994, date à laquelle Michel Prigent lui succède, et ce jusqu'à sa mort en 2011. Alain Morvan prend sa suite, puis Monique Labrune de 2012 à 2014 avant de revenir à la direction éditoriale, Frédéric Mériot de 2014 à 2022, et depuis 2023 par Paul Garapon en qualité de directeur éditorial.
Les PUF connaissent une très importante restructuration en 2000 avec le changement de l'ancien statut de coopérative en société anonyme, la cession de leur librairie place de la Sorbonne, et l'ouverture à de nouveaux capitaux,. En 2010, les PUF font l'objet d'un nouvel apport de capitaux de la part des sociétés composant Covéa — une SGAM regroupant la MAAF, la MMA, et la GMF, via le fonds de dotation Thôt, dans le cadre de la politique d'économie sociale de ce groupe. Après un net retour à la rentabilité, les PUF se retrouvent de nouveau en difficulté à la suite du décès de leur président, Michel Prigent.
En 2014, le groupe de réassurance Scor, dirigé par Denis Kessler, prend une participation majoritaire au capital des PUF, par le biais d'une augmentation du capital. La gouvernance passe du régime « directoire et conseil de surveillance », à un « conseil d'administration », avec dissociation des fonctions de président (Jean-Claude Seys) et de directeur général (Frédéric Mériot).
La collection encyclopédique « Que sais-je ? » a longtemps été l'un des fleurons des PUF. Fondée en 1941 par Paul Angoulvent, l'idée était de traiter le plus grand nombre de sujets sous un format simple (format de poche, 128 pages, imprimé uniquement en noir et blanc) et à un prix réduit. Cette collection rencontre un immense succès avec, au début du XXIe siècle, environ 3 800 titres disponibles, 200 millions d'exemplaires vendus et des traductions dans 43 langues. Cette collection devient une marque à part entière à la création d'Humensis.
La constitution au 1er décembre 2016 du groupe d'édition et de presse Humensis avec les éditions Belin, qui a le même actionnaire Scor, est actée. Le groupe se revendique alors comme le 12e éditeur français avec 30 millions d'euros de chiffre d'affaires et 180 employés.
Le 24 janvier 2017, la société est dissoute à la suite de la constitution du groupe Humensis.
Le 2 janvier 2025, à la suite de la cession de Humensis par Scor, les PUF rejoignent le groupe Éditions Albin Michel.

## Collections
- Que sais-je ?

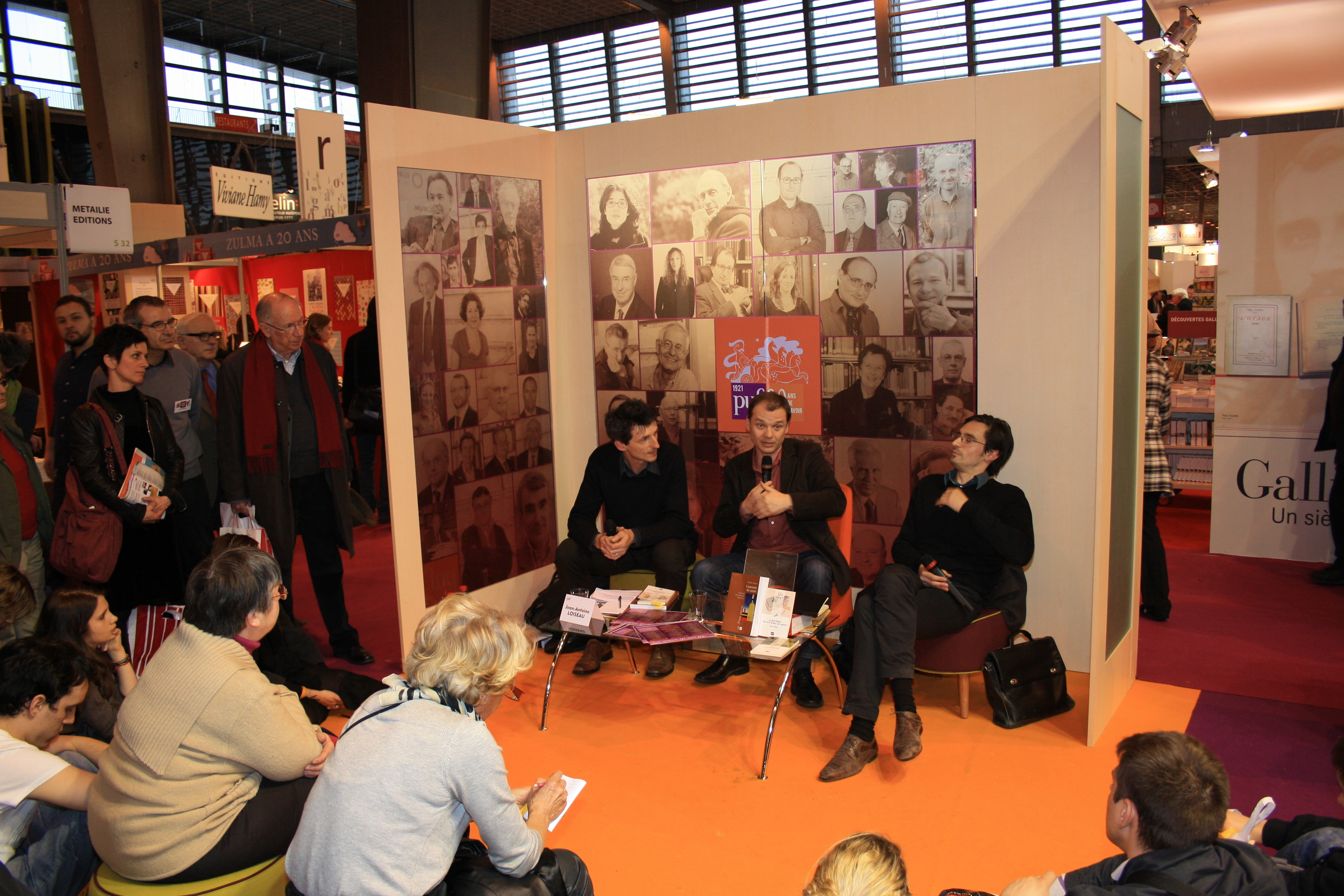
Le stand des PUF au Salon du livre de Paris 2011.

- Bibliothèque de philosophie contemporaine
- Épiméthée
- Major
- Quadrige
- Leviathan[13]
- Thémis
- Nouvelle Clio
- L'écologie en questions
- La Vie des Idées

### Collection disparue
En 1984, les PUF reviennent à une tradition qu'elles avaient depuis longtemps délaissée : la publication de romans. Elles créent la collection « Écrits », dirigée par Béatrice Didier, qui se donne pour but de publier « des textes inédits, de fiction, mais aussi de témoignages ou d'autobiographies. »

## Revues

### Droit, science politique et relations internationales
- 2050
- Droits, Revue française de théorie, de philosophie et de cultures juridiques
- Géopolitique
- La Revue administrative
- Revue française de droit constitutionnel

### Économie, finance et fiscalité

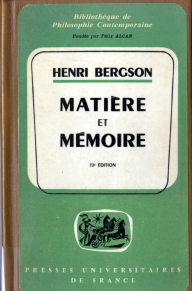
Une ancienne édition (1965) de Matière et mémoire, un des ouvrages du philosophe Henri Bergson (Prix Nobel de littérature en 1927).

- Sociétal

### Esthétique
- Nouvelle revue d'esthétique

### Histoire, géographie et arts
- L'Année épigraphique
- Archives juives
- Guerres mondiales et conflits contemporains
- Relations internationales
- Revue archéologique
- Revue d'assyriologie et d'archéologie orientale
- Revue historique
- Tous urbains
- XVIIe siècle

### Lettres et linguistique
- L'Année balzacienne
- La Linguistique
- Revue d'histoire littéraire de la France
- XVIIe siècle'

### Philosophie
- Actes de savoirs
- Actuel Marx
- Cités
- Diogène
- Les Études philosophiques
- Nouvelle revue d'esthétique
- Pratiques théoriques
- Revue de métaphysique et de morale
- Revue philosophique de la France et de l'étranger
- Rue Descartes (revue du Collège international de philosophie)
- XVIIe siècle

### Psychologie et psychanalyse
- Journal de la psychanalyse de l'enfant
- Enfance
- La Psychiatrie de l'enfant
- Revue française de psychanalyse
- Revue française de psychosomatique
- Le Travail humain

### Sociologie, ethnologie, démographie et sciences de l'éducation
- L'Année sociologique
- Cahiers internationaux de sociologie
- Ethnologie française
- Sociologies pratiques

### Revues aujourd'hui disparues
- 1982-1991 : Corps Écrit (littérature et poésie), trente-six numéros thématiques[15]

## Polémique
En mars 2025, après une campagne menée par quelques intellectuels et journalistes, les Presses universitaires de France décident de suspendre la publication d’un ouvrage collectif intitulé Face à l’obscurantisme woke. L’éditeur Paul Garapon justifie cette décision par le fait que les trois codirecteurs de l’ouvrage à paraître sont contributeurs de l’Observatoire de l’éthique universitaire qui a le soutien du projet Périclès de Pierre-Édouard Stérin, un milliardaire français, catholique traditionaliste. Néanmoins, selon Le Figaro, ce lien « semble n’être qu’un prétexte », les questions insistantes de « certains journalistes » auraient davantage incité l’éditeur à déprogrammer l’ouvrage après que l’historien Patrick Boucheron a dénoncé sa publication par les PUF,.
Le jour de la sortie de l'ouvrage, début mai 2025, les locaux des éditions PUF sont vandalisés.